# Jonathan Cohen
Jonathan Cohen (Parijs, 16 juni 1980) is een Frans acteur.

## Levensloop
Cohen is de kleinzoon van een rabbijn. Hij was het enige kind van gescheiden ouders toen hij vijf jaar oud was. Zijn vader werkte in de parfumindustrie en zijn moeder in dienst van Crédit Agricole. Hij groeide op in Pantin in Seine-Saint-Denis, met zijn moeder. Na het behalen van zijn baccalaureaat ging hij aan de slag, eerst in de makelaardij, daarna als raamverkoper. Op een dag komt hij op aandringen van een vriend naar een improvisatietheater. Na deze ontdekking vol passie besloot Jonathan Cohen twee maanden later zijn functie bij Isotherm neer te leggen om zich aan te sluiten bij een theaterschool Les Ateliers du Sudden.
Begin 2000 werd hij toegelaten tot het Conservatoire national supérieur d'art dramatique. In 2001 vertrok hij met vrienden om zijn geluk te beproeven in New York met een toeristenvisum voor drie maanden, werkte hij als ober en besloot hij na de aanslagen van 11 september terug te keren naar Parijs. Hij verscheen voor het eerst op het scherm in 2006 met een kleine rol in de populaire komedie Comme t'y es belle!. Hij ging door met een paar optredens en kleine rollen in film en televisie, voordat hij een van de hoofdrollen kreeg voor de televisieserie Les Invincibles.